# 拉尔尚 (塞纳-马恩省)
拉尔尚（法語：Larchant，法語發音：[laʁʃɑ̃] ⓘ）是法国塞纳-马恩省的一个市镇，属于枫丹白露区。

## 地理
拉尔尚（48°17'5"N, 2°35'48"E）面积29.24 平方千米，位于法国法蘭西島大區塞纳-马恩省，该省份为法国北部内陆省份，北起瓦兹省，西接埃松省、马恩河谷省、塞纳-圣但尼省和瓦兹河谷省，南至卢瓦雷省，东南接约讷省，东临马恩省和奥布省，东北接埃纳省。
与拉尔尚接壤的市镇（或旧市镇、城区）包括：舍夫兰维利耶、圣皮埃尔莱讷穆尔、维利耶苏格雷、昂蓬维尔、拉沙佩勒拉雷讷、卢万河畔格雷、盖尔舍维尔。

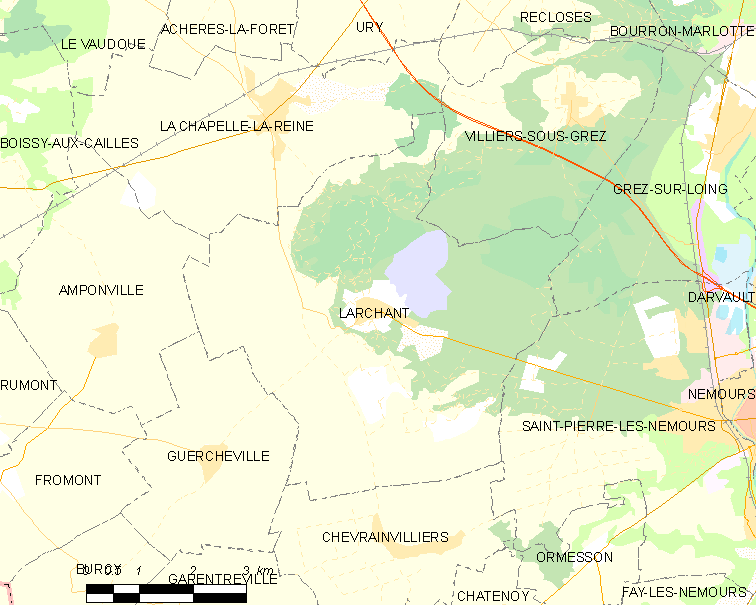
的OSM定位图

拉尔尚的时区为UTC+01:00、UTC+02:00（夏令时）。

## 行政
拉尔尚的邮政编码为77760，INSEE市镇编码为77244。

## 政治
拉尔尚所属的省级选区为讷穆尔县。

## 人口

1962-2008年间人口变化图示

拉尔尚于2022年1月1日时的人口数量为729人。